# Номінальна заробітна плата
Номінальна заробітна плата — це фактична сума грошей, яку отримує працівник від продажів своєї робочої сили та її функціонування.

## Номінальна заробітна плата
У будь-якій країні ціни на товари і послуги мають здатність до зміни. Проявом зміни цін як правило є їхнє зростання. Відповідно до цього відбувається зміна зарплат. На цій основі виділяють номінальну і реальну заробітну плату.
Реальну заробітну плату не можна обчислити без показника номінальної зарплати.
Номінальна заробітна плата включає тарифні ставки (посадові оклади), премії, доплати, надбавки, оплату за невідпрацьований час, а також обов'язкові відрахування: податок на доходи фізичних осіб, військовий збір.
Номінальна зарплата характеризує рівень заробітної плати незалежно від зміни цін на товари і послуги, тому є одним з чинників підвищення добробуту і рівня життя трудящих. На одержану номінальну заробітну плату працівник має придбати харчові продукти, одяг, взуття, заплатити за комунальні послуги та інші товари, необхідні для існування його самого та його сім'ї. Суттєво знижують номінальну заробітну плату чисельні податки та платежі. До того ж ціни на товари та послуги не є постійними, вони, як правило, зростають. Тому розміри номінальної заробітної плати не зображають реальний життєвий рівень трудівника. На це вказує реальна заробітна плата.
Регулювання номінальної заробітної плати допомагає забезпечити раціональну професійно-кваліфікаційну, міжгалузеву і регіональну диференціацію в оплаті робочої сили, впливати на розподіл і перерозподіл трудових ресурсів. Підвищення номінальної заробітної плати здійснюється шляхом централізованого підвищення ставок і окладів, зміни тарифних умов оплати робочої сили; підвищення індивідуальних та колективних заробітків на основі зростання продуктивності праці; росту заробітків у результаті змін у структурі виробництва і структурі зайнятості. Контроль за динамікою номінальної заробітної  плати здійснюється з метою забезпечення такого її росту, який при відповідній динаміці цін зумовив би зростання реальної заробітної плати, а також недопущення необґрунтованого інфляційного росту номінальної заробітної плати.
Реальна заробітна плата — кількість товарів і послуг, що може придбати споживач за свою заробітну плату при чинному рівні цін після того, як сплатить податок.
На перший погляд здається, що працівник продає своєму роботодавцю працю, послуги праці, але насправді — робочу силу. Робоча сила включає фізичні, організаторські та розумові властивості і ті здібності та знання, які отримала людина впродовж свого життя. Ці риси вона застосує під час виробництва споживчих вартостей.
Робоча сила, як специфічний товар, визначається необхідними витратами, а саме на рівень освіти, кваліфікації, а також на утримання сім'ї. Роль особистісного фактора у виробництві постійно зростає, і це зумовлює ріст вартості робочої сили. При такому зростанні збільшується реальна заробітна плата.
Заробітна плата є грошовим виразом вартості ціни товару, робочої сили її результату і функціонування. На заробітну плату, ціну робочої сили істотно впливають попит і пропозиція. Заробітна плата виконує такі функції: відтворювальну, стимулювальну, розподільчу. Саме ці функції і розкривають сутність зарплати.
Форми заробітної плати: погодинна і відрядна. Погодинна — оплата здійснюється за відпрацьований час. Відрядна — оплата залежить від розмірів виробітку за одиницю часу. Основні системи заробітної плати: тарифна; преміальна; колективна.

## Розрахунок індексу номінальної та реальної зарплат
Індекс руху реальної зарплати визначається як відношення індексу грошової (номінальної) зарплати до індексу цін:

{\displaystyle {\color {blue}I_{p}}={\frac {\color {red}I_{n}}{\color {YellowOrange}I_{z}}}{\color {OliveGreen}100\;\%}};
З цієї формули визначається індекс номінальної заробітної плати
{\displaystyle {\color {red}I_{n}}={\frac {\color {blue}I_{p}\color {YellowOrange}I_{z}}{\color {OliveGreen}100\;\%}}}; 
де {\displaystyle {\color {red}I_{n}}} — Індекс номінальної зарплати;
{\displaystyle {\color {blue}I_{p}}} — Індекс реальної зарплати;
{\displaystyle {\color {YellowOrange}I_{z}}} — Індекс цін.

## Динаміка номінальної заробітної плати (НЗП) в Україні[2]
| рік  | НЗП поточного року до рівня попереднього, % | НЗП грудня поточного року до грудня попереднього року, % |
| 2002 | 119,7                                       | 114,9                                                    |
| 2003 | 122,7                                       | 121,8                                                    |
| 2004 | 125,1                                       | 125,2                                                    |
| 2005 | 133,4                                       | 141,2                                                    |
| 2006 | 128,4                                       | 123,7                                                    |
| 2007 | 128,4                                       | 133,3                                                    |
| 2008 | 134,3                                       | 120,2                                                    |
| 2009 | 107,4                                       | 113,6                                                    |
| 2010 | 117,6                                       | 115,9                                                    |
| 2011 | 116,8                                       | 116,7                                                    |
| 2012 | 114,4                                       | 109,7                                                    |
| 2013 | 108,1                                       | 105,9                                                    |
| 2014 | 105,7                                       | 110,7                                                    |
| 2015 | 117,6                                       | 129,3                                                    |
| 2016 | 120,3                                       | 118,2                                                    |
| 2017 | 140,4                                       | 135,4                                                    |

## Середньомісячна номінальна та реальна зарплата
| Роки                 | грн. | % до відповідного періоду попереднього року, номінальна | % до відповідного періоду попереднього року, реальна |
| -------------------- | ---- | ------------------------------------------------------- | ---------------------------------------------------- |
| 2010                 | 2250 | 117,6                                                   | 110,2                                                |
| 2011                 | 2648 | 117,7                                                   | 108,7                                                |
| 2012                 | 3041 | 114,8                                                   | 114,4                                                |
| 2013                 | 3282 | 107,9                                                   | 108,2                                                |
| 2014                 | 3480 | 106,0                                                   | 93,9                                                 |
| 2015                 | 5183 | 123,5                                                   | 109,0                                                |
| 2017                 | 7104 | 137,1                                                   | 119,1                                                |
| 2018 січень-березень | 7974 | 126,1                                                   | 110,7                                                |